# Amblycera
Amblycera es una gran superfamilia de piojos masticadores, parásitos de aves y mamíferos. Amblycera es considerado el suborden de piojos más antiguo.

## Descripción
Estos insectos son muy parecidos a los piojos chupadores avanzados, excepto que no permanecen en su huésped permanentemente. Vagan libremente sobre la superficie de su huésped y, a diferencia de otros piojos, no forman uniones permanentes. Se alimentan masticando áreas suaves de la piel, causando una zona de sangrado localizado del cual beben.
Las especies de este suborden tienen antenas, pero no es fácil observarlas porque se encuentran en surcos en el costado de la cabeza. Por lo general, las antenas del suborden Amblycera poseen 4 o 5 segmentos. En cambio, pueden tener palpos maxilares y estos pueden ser visibles en muestras montadas pero pueden confundirse con las antenas. Los palpos de los amblyceranos tienen entre dos y cinco segmentos. Las mandíbulas de este suborden muerden horizontalmente. La cabeza es a menudo más ancha y redondeada anteriormente que la de Anoplura, pero esta diferencia morfológica no es confiable. Los tarsos de las especies que parasitan a las aves tienen dos garras, mientras que los que parasitan a los mamíferos tienen una sola.

## Familias
Amblycera se encuentra organizado en seis familias:
- Boopidae
- Gyropidae
- Laemobothriidae
- Menoponidae
- Ricinidae
- Trimenoponidae

## Especies significativas
Entre las especies que parasitan aves se encuentran:
- Holomenopon leucoxanthum (Burmeister, 1838) – causa las "plumas húmedas" de los patos
- Menopon gallinae (Linnaeus, 1958) – the "shaft louse" de las aves de corral, de color amarillo claro
- Menopon phaeostomum (Nitzsch, 1818) – por lo general en el pavo real
- Menecanthus stramineus (Nitzsch, 1818) – el "piojo de cuerpo" de las aves de corral
- Trinoton anserinum (J.C.Fabricus, 1805) – propio de patos y cisnes

Entre las especies que parasitan a mamíferos se encuentran:
- Gliricola porcelli (Linnaeus, 1758) – en cobayos
- Gyropus ovalis (Nitzsch, 1818) – en cobayos
- Heterodoxus longitarsus (Piaget, 1880) – en Macropodidae (wallabies y canguros)
- Heterodoxus macropus (Le Souef & Bullen, 1902) – en Macropodidae
- Heterodoxus spiniger (Enderlein, 1909) – común en perros de países cálidos (entre 40° de latitud norte y 40° de latitud sur)
- Trimenopon hispidium (Burmeister, 1838) – en cobayos